# 仲云
仲云是五代十国至北宋时期生活在中亚塔里木盆地的部落。在回鹘西迁后，仲云国占据了鄯善、若羌故地，后晋高居诲的《于阗记》有相关记载：“东南十里三危山 ，云三苗之所窜也。其西渡都乡河曰阳关，沙州西曰仲云族，其牙帐居胡卢磧……匡鄴等西行入仲云界，至大屯城。仲云遣宰相四人、都督三十七人，候晋使者，匡鄴等以詔书慰諭之，皆东向拜。”后来成为西州回鹘的一部分。